# Schmiehbach
Der Schmiehbach, am Unterlauf auch Kelkheimer Graben genannt, ist ein gut 3½ km langer linker und nordöstlicher Zufluss des Liederbaches im hessischen Main-Taunus-Kreis.

## Namen
Die Herkunft der Namenteils „Schmieh“ ist noch ungeklärt.

## Geographie

### Verlauf

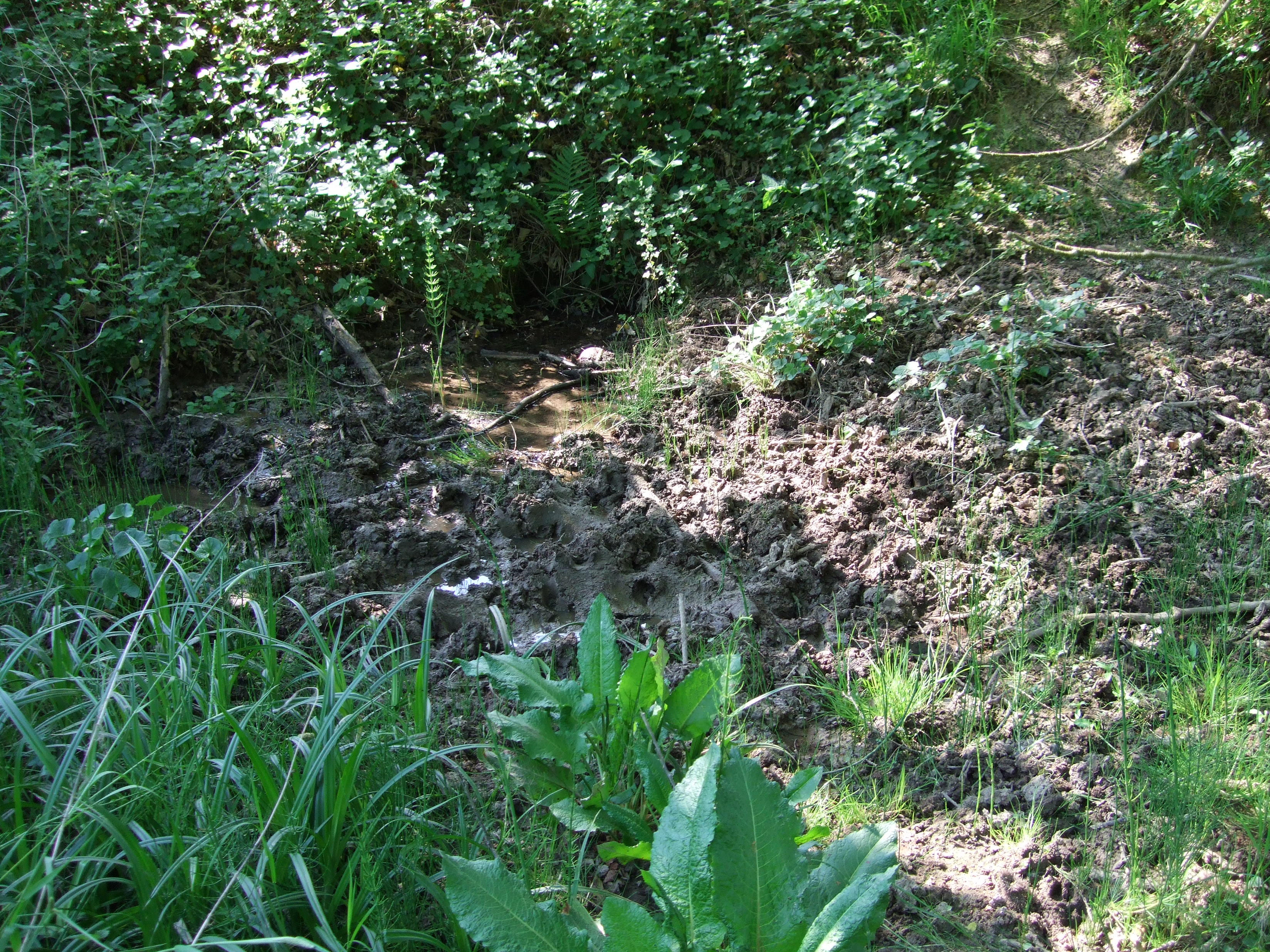
Die Schmiehbachquelle

Der Schmiehbach entspringt im Vortaunus auf einer Höhe von etwa 240 m ü. NHN östlich des Kelkheimer Stadtteils Hornau (in der Nähe der B 519) und westlich eines kleinen Wäldchen (Hornauer Dicknet).
Er fließt zunächst in südlicher Richtung durch ein Gebiet mit feuchten Hochstaudenfluren, Kleingärten und Streuobstwiesen östlich von Kelkheim. Der Ackerboden (vorwiegend Parabraunerde) an den hier gelegenen Berghängen des Schmiehbachtales, ist stark von Erosion gefährdet. Im Bereich des Stadtteils Kelkheim-Münster wendet der Schmiehbach sich nach Westen.
Er durchfließt in einem großen Bogen das Obstanbaugebiet Schmieh und die Niederhofheimer Heide, um dann schließlich im Gebiet des Liederbacher Ortsteils Niederhofheim unterirdisch verrohrt auf einer Höhe von ungefähr 155 m ü. NHN von links in den dort aus dem Westnordwesten heranziehenden Liederbach einzumünden.
Sein etwa 3,6 km langer Lauf endet ungefähr 85 Höhenmeter unterhalb seiner Quelle, er hat somit ein mittleres Sohlgefälle von etwa 24 ‰.

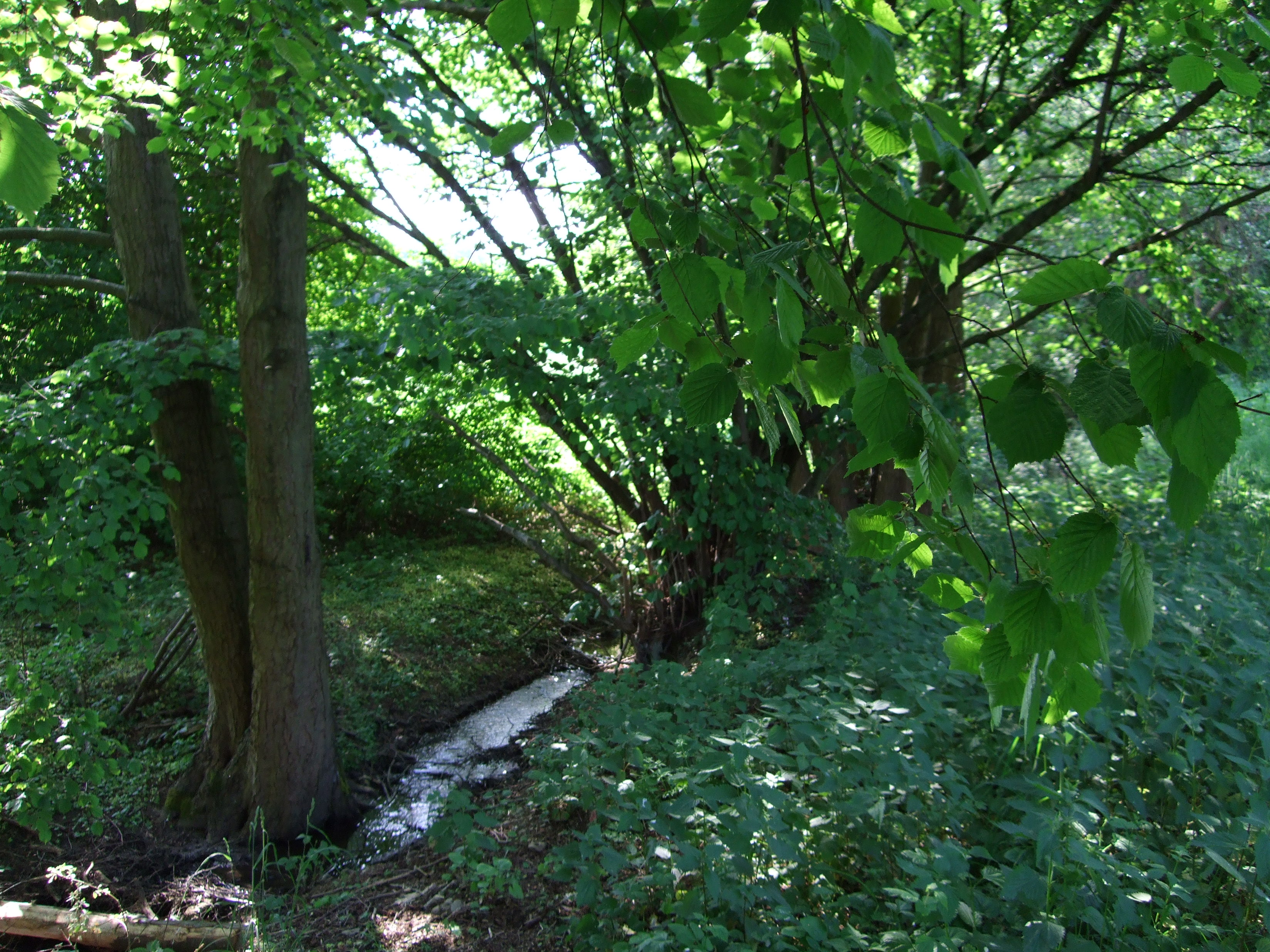
Schmiehbach bei Kelkheim
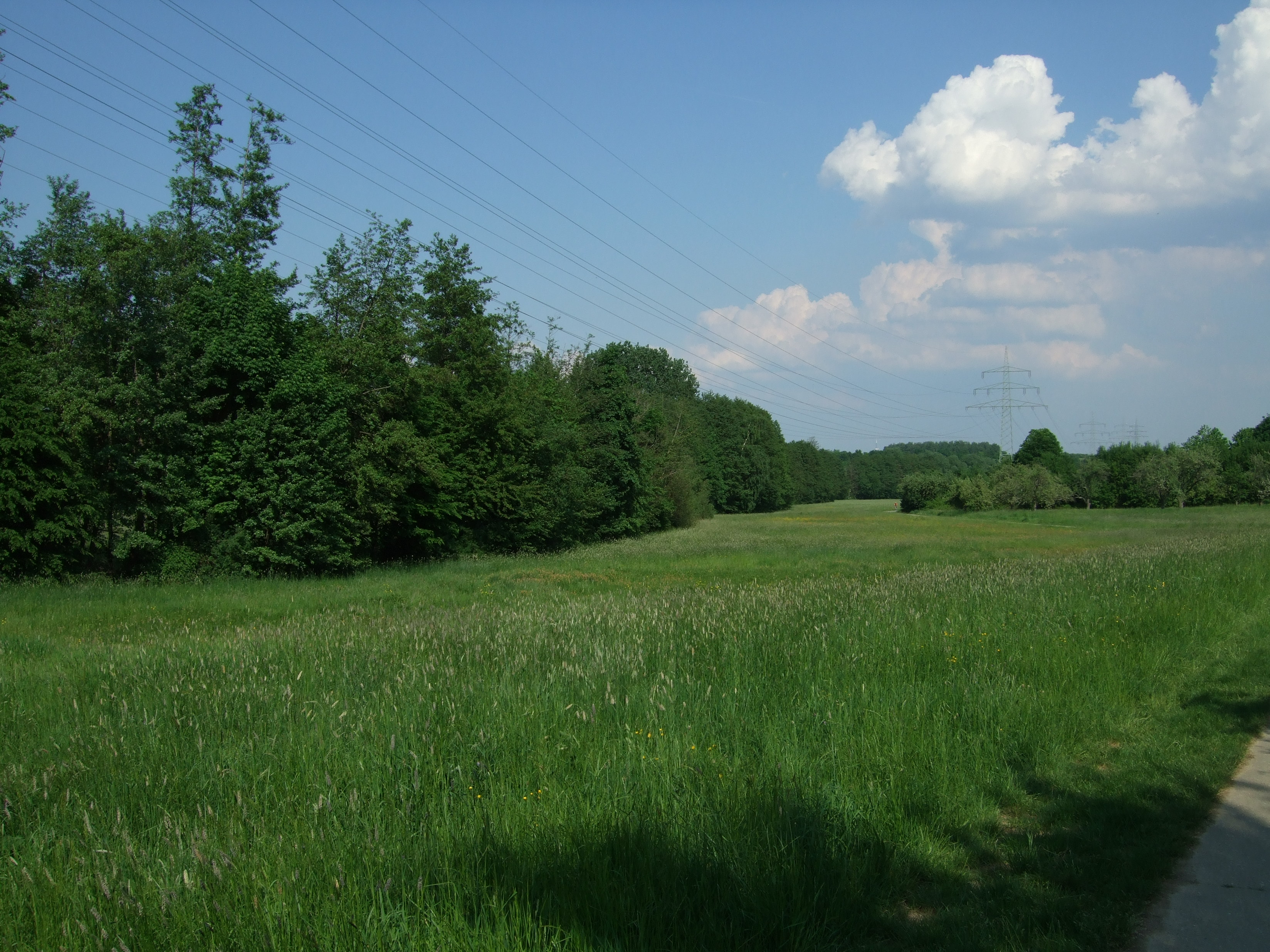
Schmiehbachtal
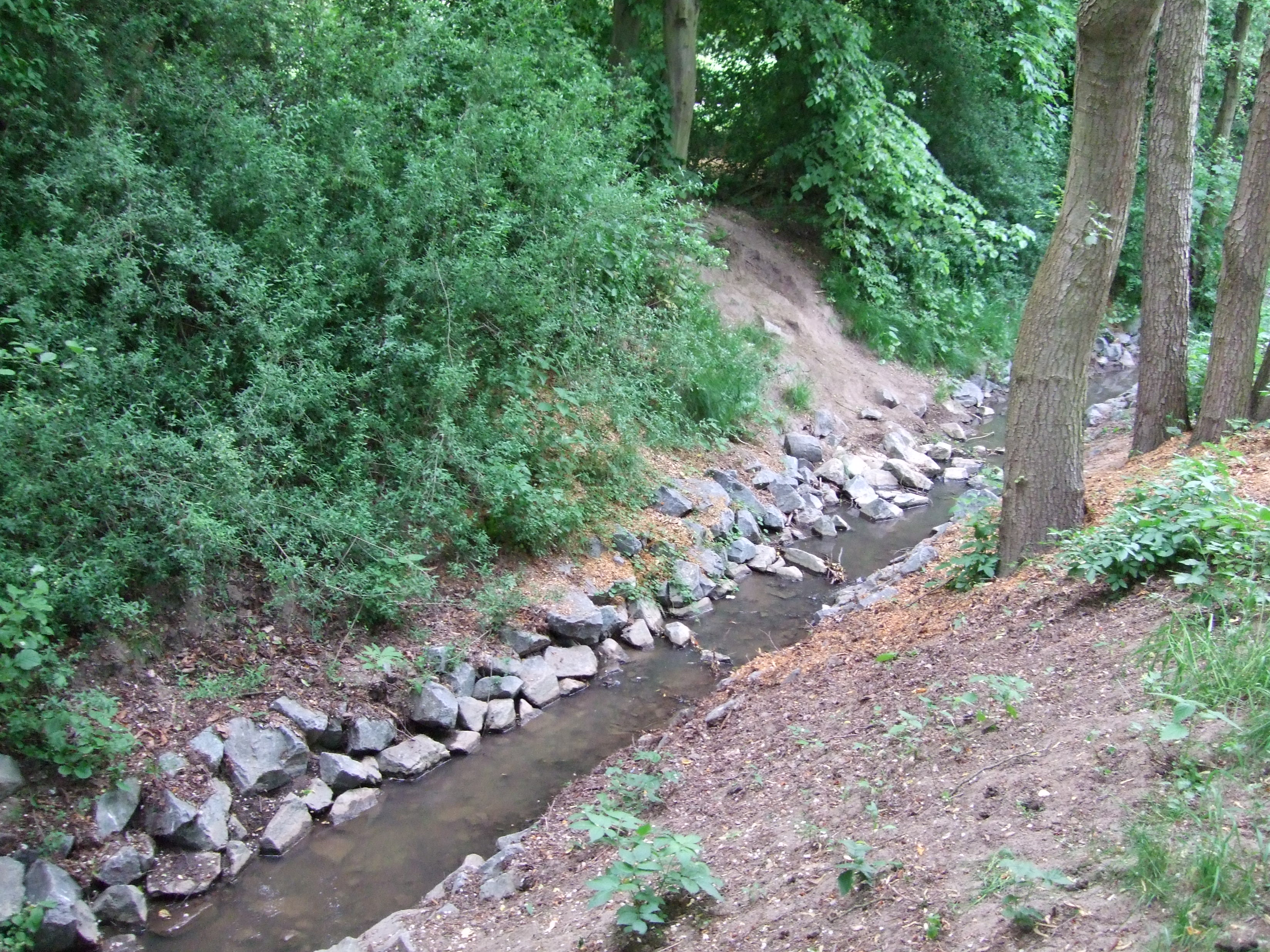
Schmiehbach in Niederhofheim
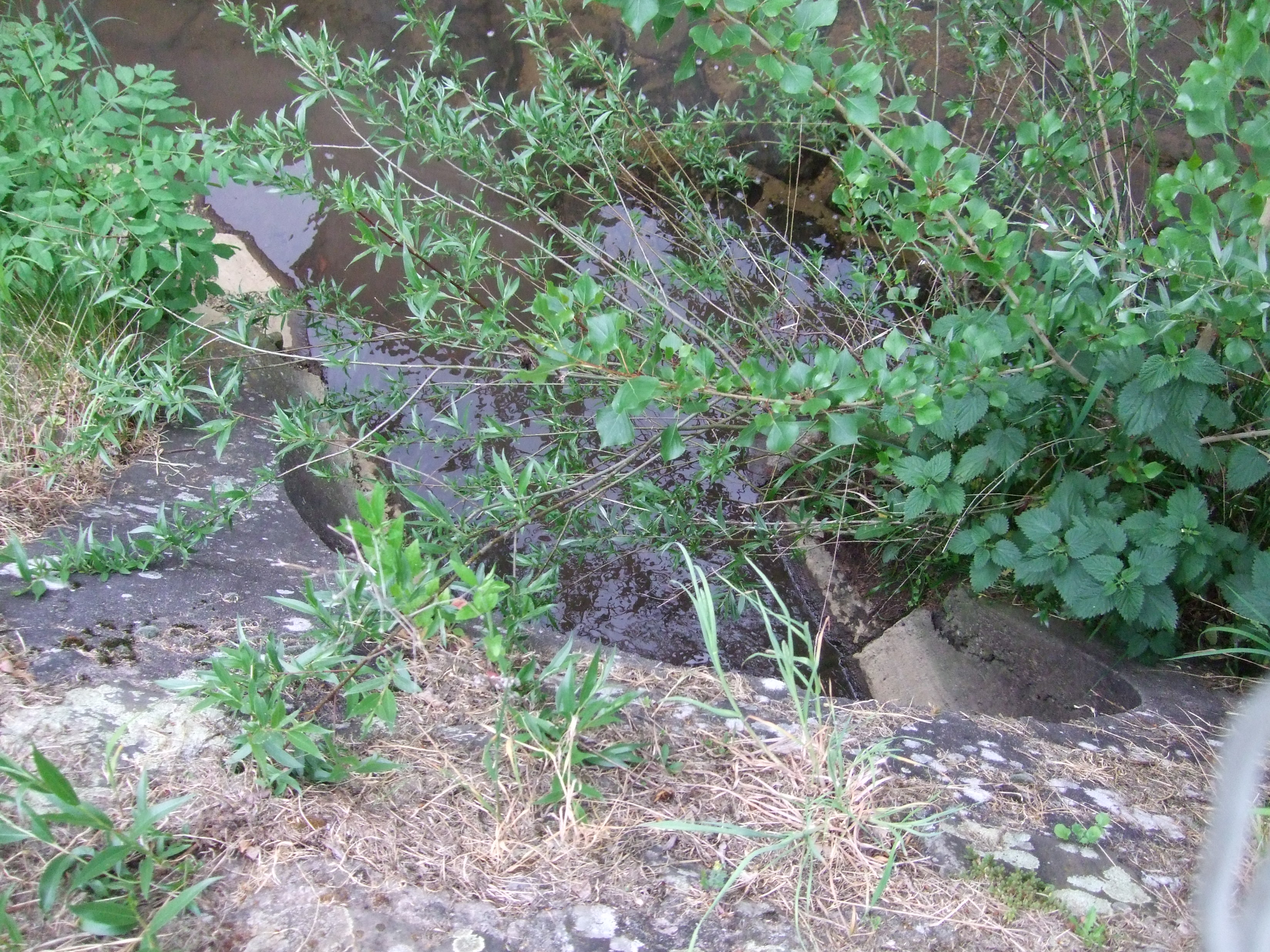
Einmündung des Schmiehbaches in den Liederbach

### Einzugsgebiet
Das Einzugsgebiet des Schmiehbachs erstreckt sich vom Vortaunus bis zum Main-Taunusvorland und wird durch ihn über den Liederbach, den Main und den Rhein zur Nordsee entwässert.
Es grenzt
- im Nordosten und Osten an das Einzugsgebiet des Sulzbachs, der über die Nidda in den Main entwässert und
- ansonsten an das des Liederbachs.

Das Einzugsgebiet wird überwiegend landwirtschaftlich genutzt.

### Ortschaften
Zu den Ortschaften am Schmiehbach gehören (flussabwärts betrachtet):
- Kelkheim-Hornau
- Kelkheim-Münster
- Liederbach-Niederhofheim

## Fauna
In Schmiehbachtal sind u. a. Wendehals, Kleinspecht, Gartenrotschwanz, Wasseramsel, Gebirgsstelze, Nachtigall, Feldlerche, Wald-, Steinkauz und Waldohreule heimisch.

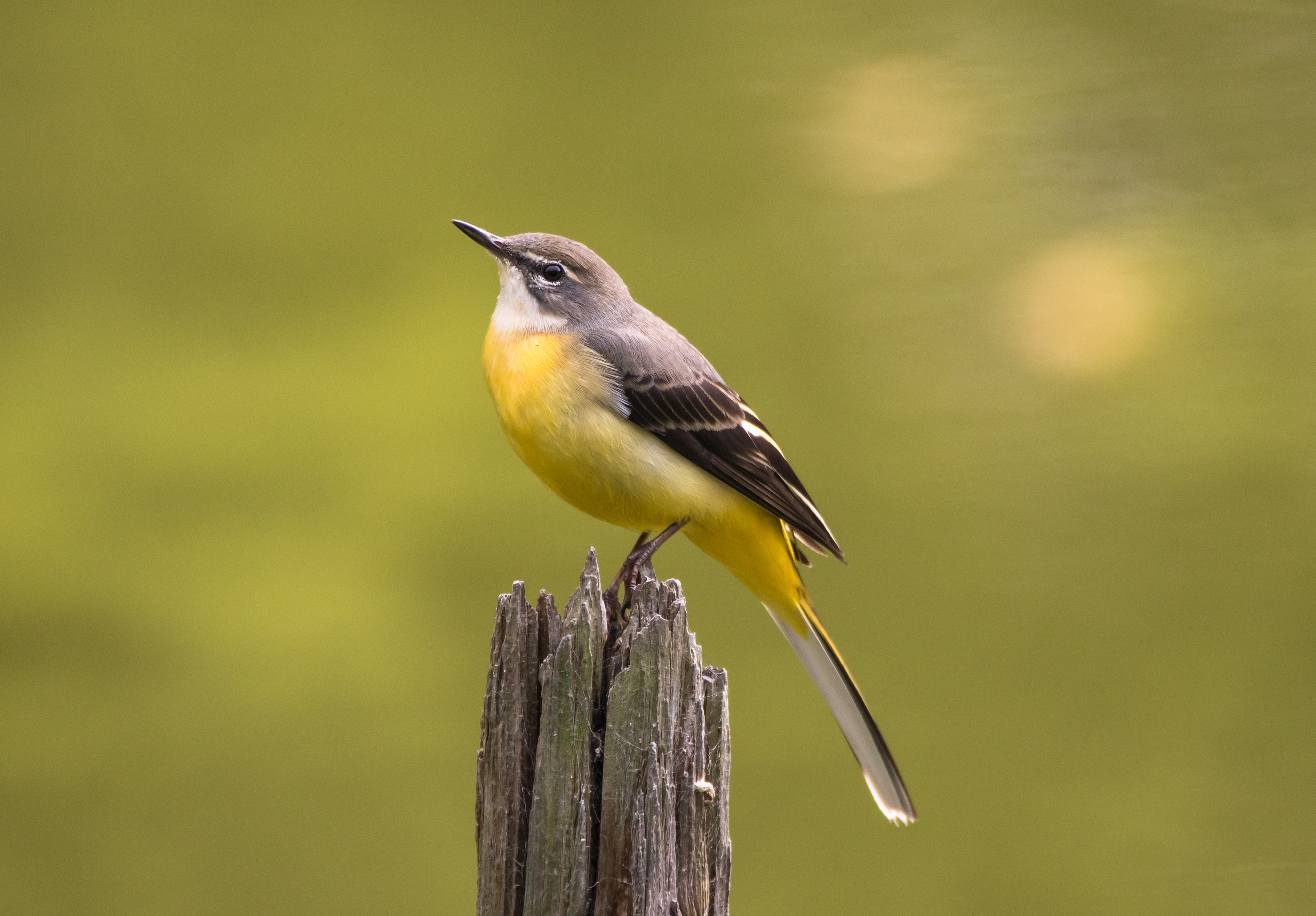
Gebirgsstelze
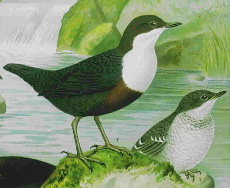
Wasseramsel
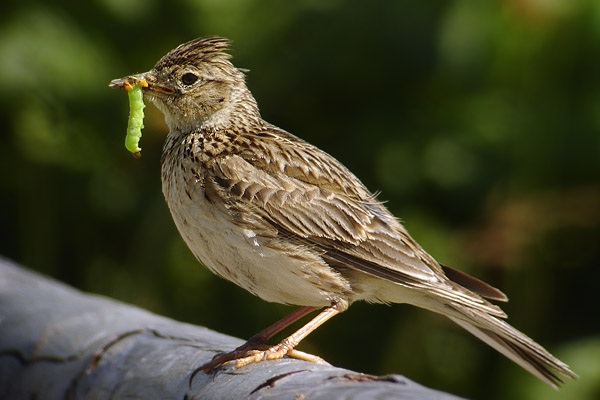
Feldlerche

## Freizeit und Erholung
Das Schmiehbachtal ist zusammen mit dem parallel verlaufenden Liederbachtal eines der wenigen naturnahen Naherholungsgebiete für die Bürger von Kelkheim und Niederhofheim.

## Bachpatenschaft
Die Patenschaft für den Schmiehbach hat der Ortsgruppe Kelkheim des NABU übernommen.

## Namensgeber
Die Original Schmiehbachtaler ist eine Blaskapelle mit Musikern, die rund um das Schmiehbachtal zuhause sind.